# Johnny Roberts
Johnny Roberts (Ashland, Indiana, 31 mei 1924 - Hanover, Pennsylvania, 26 juli 1965) was een Amerikaans autocoureur. In 1953 schreef hij zich in voor de Indianapolis 500, maar hij wist zich hiervoor niet te kwalificeren. Deze race was ook onderdeel van het Formule 1-kampioenschap. In 1953 nam hij ook deel aan één andere AAA Championship Car-race, de Ted Horn Memorial op de DuQuoin State Fairgrounds, waar hij als zestiende eindigde met vier ronden achterstand op de winnaar Sam Hanks. Hij overleed op 41-jarige leeftijd bij een ongeluk tijdens een race.